# Занати
„Занати” је југословенска ТВ серија снимљена 1968. године у продукцији Телевизије Београд.

## Улоге
| Глумац                 | Улога                   |
| ---------------------- | ----------------------- |
| Бранислав Цига Јеринић | (као Бранислав Јеринић) |

Комплетна ТВ екипа  ▼
| Редитељ              | Александар Ђорђевић     |
| Редитељ              | Љубомир Драшкић         |
| Сценариста           | Брана Црнчевић          |
| Директор фотографије | Војислав Лукић          |
| Директор фотографије | Александар Радосављевић |
| Сценограф            | Дора Душановић          |
| Сценограф            | Владислав Лалицки       |
| Костимограф          | Јелисавета Гобецки      |
| Костимограф          | Зорица Ружић            |